# Châtillon-sur-Chalaronne
Châtillon-sur-Chalaronne – miejscowość i gmina we Francji, w regionie Owernia-Rodan-Alpy, w departamencie Ain.

## Władze
Jej burmistrzem (merem) jest od 2008 r. Yves Clayette.

## Demografia
Według danych na styczeń 2012 r. gminę zamieszkiwało 5166 osób, a gęstość zaludnienia wynosiła 289,2 osób/km².